# Győző Határ
Győző Határ (n. 13 noiembrie 1914, Gyoma – d. 27 noiembrie 2006, London) a fost un scriitor maghiar.